# Matthew Young
Matthew Young (ur. 17 lipca 1981) – australijski siatkarz, gra na pozycji rozgrywającego.
Karierę rozpoczynał w Dragons. Obecnie reprezentuje barwy klubu Australijskiego Instytutu Sportu.